# 欢堆湾遗址
欢堆湾遗址，位于安徽省合肥市大杨镇谢岗村。2008年合肥市文物管理处对三十岗乡、大杨镇进行文物普查时发现，因与董铺水库紧邻，文化层保存较完整，是合肥地区保存非常完好的商周古遗址。2011年列为第四批合肥市文物保护单位。